# Вернер фон Вальбек
Вернер фон Вальбек (умер 11 ноября 1014, Аллерштедт) — граф Вальбека, маркграф Северной марки (1003—1009), кузен епископа и историка Титмара Мерзебургского.
Вернер был старшим сыном маркграфа Лотаря III и его жены Годилы. Он родился, когда его матери было всего тринадцать лет. Вернер украл Лиутгарду, старшую дочь Экхарда I Мейсенского, из замка Кведлинбург и в январе 1003 женился на ней. В том же году Вернер наследовал графство Вальбек и Северную марку после отца. В 1009 году граф Деди фон Веттин, желая заполучить марку Вернера, оговорил его перед императором Генрихом II. Из-за болезни Вернера решение не было принято сразу, но после того как Вернер напал в июле 1009 на отряд Деди фон Веттина и убил графа, он был лишен марки. Маркграфом стал его соперник Бернхард I фон Хальденслебен.
Вернер тайно сносился с Болеславом Польским. В начале 1013 об этом узнал Генрих II и вызвал Вернера к себе. Он не решился приехать и тогда  все земли его были захвачены, а  он объявлен врагом королевской власти. Но, согласно Титмару: «за землю и золото мой двоюродный брат приобрёл милость и жизнь» . 
Жена Вернера умерла 13 ноября 1012. В ноябре 1014 Вернер организовал похищение Рейнхильды, владелицы Бейхлингена. Во время похищения он был окружен, ему удалось вырваться, но он был тяжело ранен. Вернер должен был предстать перед королевским судом, но умер от ран в Аллерштедте 11 ноября 1014,  «терпеливо снося все невзгоды, испустил дух», как пишет Титмар. Он был положен рядом с женой в фамильном монастыре в Вальбеке. Детей он не оставил.